# Кордова, Себастьян
Франси́ско Себастья́н Ко́рдова Ре́йес (исп. Francisco Sebastián Córdova Reyes; род. 12 июня 1997[…], Агуаскальентес) — мексиканский футболист, полузащитник клуба «УАНЛ Тигрес» и сборной Мексики. Бронзовый призёр Олимпийских игр 2020 года.

## Клубная карьера
Кордова — воспитанник столичного клуба «Америка». В 2016 году для получения игровой практики Франсиско был отдан в аренду в «Алебрихес де Оахака». 28 августа в матче против «Мурсьелагос» он дебютировал в Лиге Ассенсо. Летом 2018 года Кордова вновь отправился в аренду, его новой командой стала «Некакса». 5 августа в матче против «Лобос БУАП» он дебютировал в мексиканской Примере. В поединке против «Толуки» Себастьян забил свой первый гол за «Некаксу». В составе клуба он стал обладателем Суперкубка Мексики. В начале 2019 года Кордова вернулся в «Америку». 2 февраля в поединке против «Монаркас Морелия» он дебютировал за основной состав. В этом же поединке Себастьян забил свой первый гол за «Америку». По итогам сезона он стал чемпионом страны.
21 декабря 2021 года Кордова перешёл в «УАНЛ Тигрес», подписав четырёхлетний контракт.

## Международная карьера
В 2017 году Кордова в составе молодёжной сборной Мексики принял участие в молодёжном чемпионате КОНКАКАФ в Коста-Рике. На турнире он сыграл в матчах против команд Антигуа и Барбуды, Канады, США, Сальвадора и Гондураса. В поединке против канадцев Себастьян отметился забитым мячом.
3 октября 2019 года в товарищеском матче против сборной Тринидада и Тобаго Кордова дебютировал за сборную Мексики.
Кордова был включён в состав сборной Мексики на Золотой кубок КОНКАКАФ 2023, но за день до дебюта команды на турнире получил травму и был заменён на Диего Лаинеса.

## Достижения
«Некакса»
- Обладатель Суперкубка Мексики — 2018

«Америка»
- Чемпион Мексики — Клаусура 2019
- Чемпион чемпионов — 2019

Сборная Мексики (до 23)
- Бронзовый призёр Олимпийских игр — 2020